# Jokisaari (ö i Finland, Birkaland, Övre Birkaland, lat 62,16, long 24,19)
Jokisaari är en ö i Finland. Den ligger i sjön Vehkajärvi och i kommunen Mänttä-Filpula i den ekonomiska regionen  Övre Birkalands ekonomiska region  och landskapet Birkaland, i den södra delen av landet, 220 km norr om huvudstaden Helsingfors. Öns area är 11,5 hektar och dess största längd är 0,7 kilometer i nord-sydlig riktning.